# 25-й окремий мотопіхотний батальйон «Київська Русь»

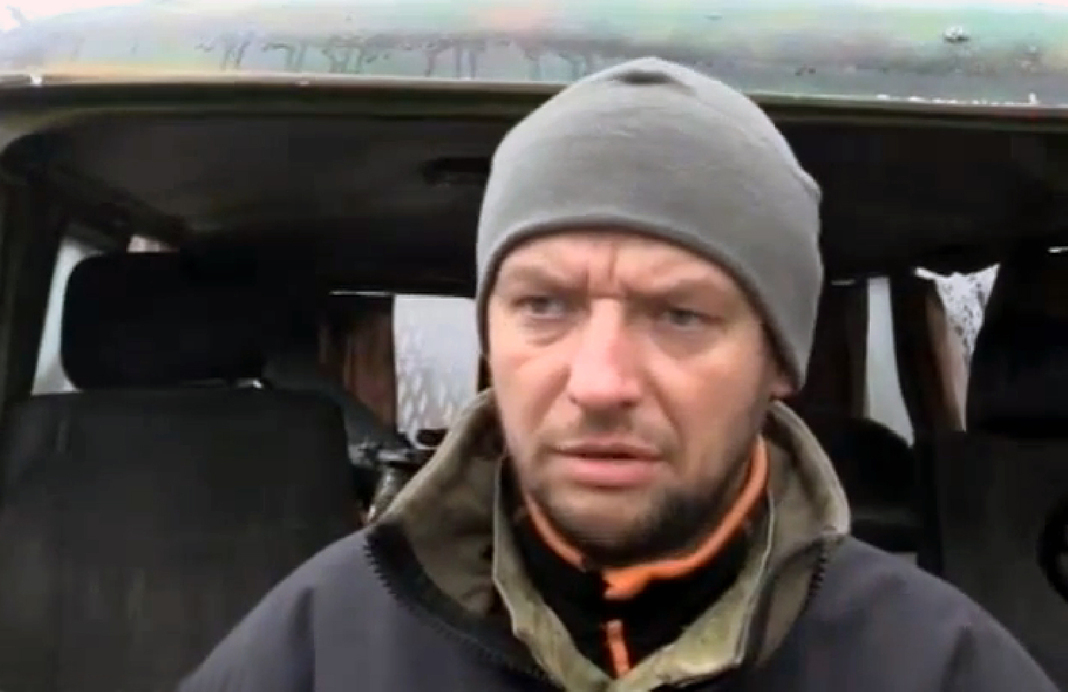
Комбат Андрій Янченко під час боїв за Дебальцеве

25-й окремий мотопіхотний батальйон (25 ОМПБ, в/ч А2457, пп В0676) — формування у складі Збройних сил України, створене як 25-й батальйон територіальної оборони «Київська Русь» з активістів Самооборони Майдану та мешканців Київської області.

## Історія

### Створення, склад і спорядження
Офіційною датою заснування батальйону є 4 червня 2014 року. Організаційним ядром батальйону стали активісти Київської Самооборони із 40-ї та 42-ї сотень. Підрозділ був сформований із добровольців та за призовом військовим комісаріатом Київської області. Бойове злагодження батальйон пройшов на Чернігівщині, на полігоні 169-го навчального центру «Десна» Збройних Сил України.
При створенні профінансувати батальйон пообіцяли як Міноборони, так і столична влада, але «здебільшого інвентар купували за благодійні гроші». Міноборони видало шоломи, — 800-грамові радянські каски, і легку стрілецьку зброю, — пістолети Макарова, автомати Калашникова (АК, АКМ та АК-74), кулемети Калашникова (РПК, РПК-74 та ПК), снайперські гвинтівки Драгунова (СГД), одноразові гранатомети тощо. Для пересування використовуються виділені з народного господарства ГАЗ-53. Після Іловайських подій батальйон одержав важке озброєння та бронетехніку.
У 25-му батальйоні територіальної оборони «Київська Русь» воюють не тільки мешканці Києва та Київської області, але й патріоти зі всієї України: з Криму, Донбасу, і з Галичини. Батальйон укомплектований в основному добровольцями Київської області, але у ньому є і бійці з усіх регіонів країни — від Луганська до Львова, від Чернігова до Криму. Вік бійців — від 18 до 58 років.
В складі батальйону також воюють добровольці з Грузії — «Грузинський легіон». Разом з тим, 06.01.2018 року, командування 54-ї бригади зазначило, що окремого підрозділу під назвою «Грузинський легіон», у складі 54-ї ОМБр, ніколи не існувало.
Штатна чисельність батальйону при формуванні — 420 осіб, фактична станом на грудень 2014 року становила — 704 особи.

### Дебальцеве
З 20 серпня по грудень 2014 року батальйон утримував позиції на передовій лінії АТО у секторі «С» у Дебальцевому.
Згідно директиві командуючого військами Оперативного командування «Північ» № 37 від 21 жовтня 2014 року 25-й БТрО був переформований на 25-й окремий мотопіхотний батальйон «Київська Русь» Сухопутних військ Збройних Сил України.
Станом на 20 грудня батальйон позицій не змінював — дислокувався у Дебальцеве і виконував бойове завдання по обороні траси Луганськ-Донецьк (ділянка Дебальцеве) та сел. Чорнухине. 27 грудня воїни 25-го батальйону територіальної оборони по ротації повернулися до Києва для короткого відпочинку та доформування.
Після повернення з ротації в Сектор «С» батальйон зайняв позиції на Дебальцевському плацдармі: оборона поблизу Вуглегірська, бойові завдання в районі Рідкодуба, захист позиції Нікішино-Камянка, позиції «Дебальцевський хрест» на перетині автомобільних шляхів М 03 та М 04, наступальні дії у напрямку Логвінове-Нижнє Лозове. Особовий склад батальйону з кінця січня 2015 року бере участь у запеклих боях на так званій Дебальцевській дузі. 30 січня 2015 року в лікарні від тяжких поранень помер молодший сержант Олександр Лістровий.
Представник Генштабу, полковник Олександр Голоднюк повідомив, що 52 військовослужбовці артилерійського підрозділу 25-го батальйону були виведені із зони АТО у місто Чугуїв після того, як вони в ніч проти 1 лютого залишили свою позицію біля Вуглегірська. Самого ж командира батареї Євгена Ткачука було заарештовано
Після наказу командування особовий склад 25 омпб 18 лютого організовано відійшов на нові позиції. Комбат Андрій Янченко розповів про складну сітуацію, яка склалася на середину лютого в Дебальцівському плацдармі і зумовила відступ.
6 серпня 2015-го одного військовика батальйону звільнено із полону «ДНР».

### Бої на Світлодарській дузі
У 2016-му батальйон повернувся в район Дебальцевого. Зайняв позиції на Світлодарській дузі. Тоді «Київську Русь» як окремий батальйон підпорядкували 54-й бригаді.[джерело?]
16 квітня 2016 р. Рибаченко Олександр підірвався на протипіхотній міні в с. Троїцьке (Попаснянський район) Луганської області. Втратив багато крові, під час медичної евакуації реанімобілем двічі зупинялося серце. Помер від поранень на хірургічному столі центральної районної лікарні міста Бахмут (Донецька область).[джерело?]
29 червня відбулось перше масштабне зіткнення з проросійськими сепаратистами та бойовиками. Ворог розпочав наступ о 5:00 ранку з обстрілів, потім вийшли декілька бронемашин та піхота. Напад бойовиків було відбито, ворога посунуто на півтора кілометри вглиб. Були тимчасово зайняті позиції противника, але через їх низьку якість та проблеми з доставкою боєкомплектів зайняті позиції були покинуті. В бою загинуло двоє бійців, з них солдат батальйону «Київська Русь» Анатолій Коваль, і отримали поранення більше десяти українських воїнів.[джерело?]
9 липня 2016 р. під час виконання бойового завдання поблизу смт. Луганське, Бахмутський район, Донецька область загинули Домашенко Олександр та Чеботарь Руслан.[джерело?]
17 грудня спеціальна моніторингова місія ОБСЄ в районі Світлодарська та Дебальцевого задокументувала близько 700 розривів мін та снарядів великого калібру.[джерело?]
18 грудня 2016 р. загинув Молодший сержант Степаненко Сергій на «Світлодарській дузі» в Донецькій області. Починаючи з 5:50, в районі «Світлодарської дуги», після тривалої артилерійської підготовки із застосуванням мінометів та ствольної артилерії, російсько-окупаційні війська намагалися вибити передові підрозділи сил АТО із займаних позицій та здійснити обхідний маневр в напрямку смт Луганське. Відбиваючи атаки противника, українські воїни здійснили контратаку і зайняли дві нові позиції поблизу окупованого села Калинівка. Сергій загинув близько 7:00, під час спроби прориву противником лінії оборони. Він стріляв з АГС, відволікаючи увагу на себе, був смертельно поранений у груди.[джерело?]
18 грудня їх число зросло до близько 2900. В попередні дні середнє число розривів складало близько 100. Обстріл вівся зі сходу.[джерело?]
18 грудня російсько-сепаратистські угрупування здійснили спробу атаки позицій українських збройних сил. Було здійснено три вогневих нальоти тривалістю від трьох до шести годин кожен. В результаті обхідної контратаки в районі селища Луганське українські війська силами взводу і трьох БМП відтіснили противника з займаних позицій. Завдяки цьому українські війська отримали додаткову перевагу над ворогом в цьому секторі оборони. Цього дня ЗСУ зазнали значних втрат: загинули п'ятеро військовослужбовців, шестеро були поранені і 10 травмовані, один боєць зник безвісти. Ці втрати виявились найважчими втратами, понесеними ЗСУ впродовж однієї доби за останні п'ять місяців боїв. За даними розвідки, втрати противника склали щонайменше 25 осіб убитими та до 30 поранених.
У результаті збройних сутичок українські війська змогли зайняти 4 опорні пункти у лісі на високому схилі на захід від Грязевського ставу: «Кікімора», «Хрест», «Звєзда» і «5 пост».[джерело?]
19 грудня 2016 р. загинули молодший сержант Андрешків Володимир та Солдат Панасенко Василь на «Світлодарській дузі» в Донецькій області відбиваючи атаки в районі між Луганським та окупованою Калинівкою.[джерело?]
21 грудня інспекцію оборонних споруд українського війська на передовій здійснив Секретар РНБО Олександр Турчинов.[джерело?]
22 грудня обстріли та атаки сепаратистів на нові позиції ЗСУ тривали. Британський журналіст Грем Філіпс відзняв відеоматеріал, в якому показав розташування позицій проросійських бойовиків з опорного пункту «4 пост».[джерело?]
28 грудня 2016 року під час виконання бойового завдання неподалік села Троїцьке загинув старшина батальйону «Київська Русь» Кабанов Сергій.[джерело?]
За свідченнями волонтерів, Збройні сили України станом на 19 січня 2017 року знаходяться за 5-6 км від окупованого Дебальцевого, коли ще рік тому було 25 км.[джерело?]
23 січня відбулося бойове зіткнення північніше Калинівки, терористи використовували вогневе прикриття з 82-мм мінометів, двома малими піхотними групами спробували наблизитися до передових позицій українських сил, відступили з втратами.[джерело?]
24 січня в боях вояки утримали позиції та дещо просунулися вперед.[джерело?]
13 травня, близько 22:10 російсько-терористичні угруповання обстріляли Новолуганське із застосуванням РСЗВ БМ-21 «Град». В результаті обстрілу значних пошкоджень зазнало підприємство «Агро-Союз», були зруйновані складські та ангарні приміщення, постраждала свиноферма. Перебито лінію газопроводу.[джерело?]
24 травня українські військовики в боях відтиснули позиції терористів приблизно на 1 кілометр та зайняли територію, яка, відповідно до Мінських угод, на поточний момент має перебувати під контролем законної влади.[джерело?]
17 червня один із підрозділів ЗСУ артилерійським вогнем на Світлодарській дузі знищив 2 мінометні розрахунки та кулеметну точку терористів, загинуло кілька терористів.[джерело?]
23 червня українські бійці ліквідували опорний пункт терористів на передовій.[джерело?]
18 липня на Світлодарській дузі ліквідований терорист.[джерело?]
4 грудня 2017 року один з підрозділів Збройних Сил України, який виконує бойові завдання в районі Світлодарської дуги, відбив напад диверсійно-розвідувальної групи російсько-окупаційних військ зі складу 7-ї окремої мотострілецької бригади 2 Армійського корпусу 8 Армії Південного військового округу РФ. В результаті бойового зіткнення диверсанти кинули на місці двох поранених та одного вбитого і поспіхом залишили місце сутички.[джерело?]
23 грудня 2017 р. загинув Солдат Шевченко Олег від кулі снайпера під час бойового чергування на ВОПі поблизу с. Луганське на т. зв. «Світлодарській дузі».[джерело?]
На початку лютого українські військові знищили другу позицію терористів поспіль.[джерело?]
22 лютого під час гранатометного обстрілу позицій ЗСУ на т. зв. «Світлодарській дузі» (смт. Луганське, Бахмутський район, Донецька область) загинув сержант Ілля Сербін.[джерело?]
10 листопада двоє українських військовиків підірвалися на вибухівці під Світлодарськом.[джерело?]
24 листопада 2018 року бійці ССО, взаємодіючи з іншими підрозділами, повністю звільнили село Розсадки (Бахмутський район). Лінію фронту було зміщено на 1,2-1,5 км. Підготовка до операції тривала понад місяць.[джерело?]
Вранці 25 січня 2019 р. в районі села Катеринівка Попаснянського району на Луганщині від смертельних поранень, яких зазнав під час обстрілу військової вантажівки з протитанкового ракетного комплексу загинув Прапорщик Губенко Віталій.[джерело?]
17 лютого відбито напад ДРГ а одного терориста полонено.[джерело?]

## Командування
- (06.2014 — 06.2015) капітан Андрій Янченко, позивний «Висота»[19]
- (06.2015 — 2017) підполковник Євген Лавров, позивний «Вовк»[20]
- з 2017 підполковник Олександр Матьошко.[джерело?]

## Символіка
У нарукавному знаку батальйону зображено зброю та обладунок часів Києво-Руської держави — шолом, кольчугу та мечі. Посередині вміщено круглий блакитний щит із золотим тризубом.

## Втрати
Станом на березень 2017 року батальйон втратив загиблими 33 бійця.

## Інциденти
27 грудня 2015-го кількадесят колишніх вояк бату пікетували будівлю Генштабу. Навдивовиж час проведення акції збігся з судовим розглядом справи Г.Корбана.

## Вшанування
В Навчальному центрі «Десна» біля казарми 25-го БТРО/ОМПБ встановили меморіальну дошку загиблим бійцям батальйону.[джерело?]
У 2015 році на честь, зокрема, цього батальйону у Броварах назвали вулицю Київської Русі.
З нагоди 5ї річниці формування 25 батальйону Київська Русь у Броварах, вул. Броварської сотні, 29 на базі Спортивно-стрілкового комплексу «Сапсан-Спорт» 08.06.2019 року був відкрито «Музей історії Неоголошеної війни 25 батальйону Київська Русь».[джерело?]